# معركة البريقة الرابعة
معركة أجدابيا الرابعة هيَ نزاع جرى بين الثوار الليبيين وقوات العقيد معمر القذافي في بلدة البريقة ومُحيطها خلال يومي 16 و17 أبريل 2011 كجزء من حرب ثورة 17 فبراير.

## المعركة
في يوم 16 أبريل أعاد الثوار الليبيون تنظيم صفوفهم في أجدابيا وأعدّوها للدفاع، ثم ساروا منها نحو بلدة البريقة التي بلغوا مشارفها في اليوم ذاته تحت غطاء حلف الناتو الجوي. ودخلوا لاحقاً في مواجهات شديدة مع قوات القذافي في الجزء الشرقي من البلدة، تمكنوا بعدها من السيطرة على هذا الجزء وطرد كافة قوات القذافي منه.